# Syndicat des sylviculteurs du Sud-Ouest
Le Syndicat des sylviculteurs du Sud-Ouest (ou SSSO ou SYSSO) est un syndicat professionnel de propriétaires forestiers de 6 000 adhérents représentant 580 000 ha en 2017 sur le massif des Landes de Gascogne de l'actuelle région administrative Nouvelle-Aquitaine. Il est le plus important syndicat de propriétaire forestiers de France. Malgré sa spécificité d'être, par la monoculture intensive du pin maritime que ses principaux adhérents pratiquent, non représentatif de la sylviculture française, ce syndicat exerce une vive influence sur la politique forestière en raison de son poids économique sur la filière bois.

## Histoire
Pour financer l’effort de guerre, la Loi fiscale de 1917, votée le 31 juillet 1917, créé un nouvel impôt cédulaire sur les bénéfices agricoles. En réaction, le président du syndicat des agriculteurs des Landes, Edouard de Poyferré, propose le 6 novembre 1917 à Morcenx (Landes), la création d’un « Groupe de défense agricole et forestière en matière fiscale et autres ». Les propriétaires forestiers gascons sont associés à ce regroupement, car se pose la question de savoir si la récolte de résine relève ou non du bénéfice agricole et quel est le statut du bois récolté. Un autre sujet de préoccupation des propriétaires forestiers et des maires est la création d’un organisme de défense contre l’incendie des forêts. Ainsi né durant la première guerre mondiale, en novembre 1917, pour des motivations fiscales, les prémices de ce syndicat de propriétaires forestiers.

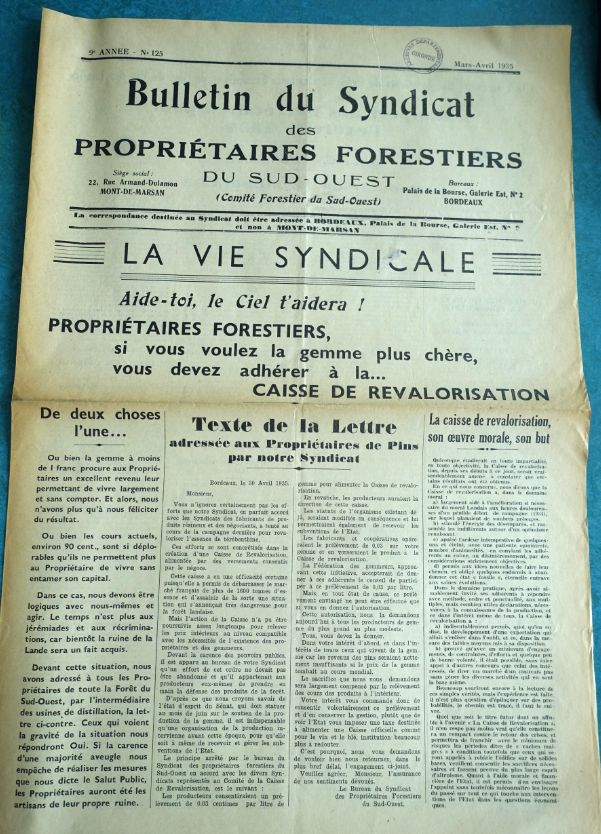
Bulletin du Comité forestier du Sud-Ouest - n°125 de mars-avril 1935

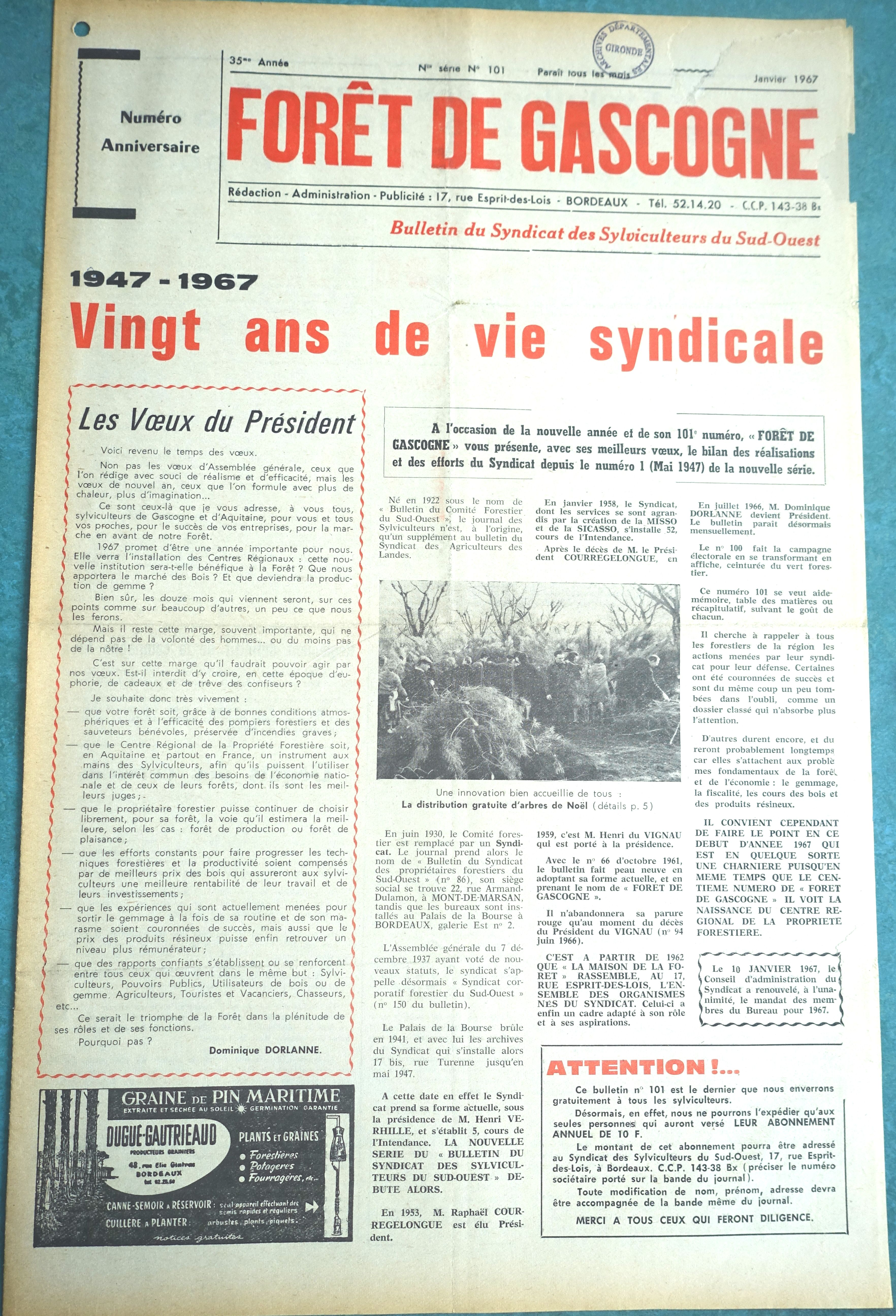
Revue Forêt de Gascogne - n°101 de janvier 1967

Edouard de Poyferré est le petit-fils du baron Jean-Marie de Poyferré qui en tant qu'ancien « berger de l'Empereur », plaide depuis quarante ans en faveur du mouton et défend la lande contre les tenants exclusif du pin. Redevenu conseiller général des Landes, son ancêtre s'oppose en séance en 1848 au boisement des Landes de Gascogne.
En 1922, le président De Poyferré crée au sein du Syndicat des agriculteurs des Landes, une section autonome appelée « Comité forestier du Sud-Ouest et de défense en matière fiscale et autres » en référence au Comité des Forêts fondé 10 ans plus tôt à Paris. La même année 1922, le maire de Rion-des-Landes, Albert Poisson, prend la présidence de ce Comité forestier du Sud-Ouest et fait paraître le 1er numéro du bulletin mensuel du comité forestier, ancêtre de la revue actuelle Forêt de Gascogne, en supplément de celui du syndicat agricole.
En 1925, les Forestiers de Mézin (Lot-et-Garonne), ainsi que la section sylviculture de la Société d’agriculture de la Gironde rejoignent le Comité forestier du Sud-Ouest, qui tient en 1927 son assemblée générale hors de celle du Syndicat agricole des Landes.
En 1930, De Poyferré revient à la présidence du Comité forestier qui devient un syndicat et s’emploie à le doter de statuts.
En 1932, Roger Sargos, alors maire d’Aureilhan (Landes), après avoir été secrétaire général du Syndicat des propriétaires forestiers du Sud-Ouest, en est élu président. Mais en décembre 1933, il démissionne car il réintègre l’administration des Eaux et Forêts et Louis Salefran, maire de Lugos (Gironde) assure l’intérim, jusqu’à l’élection d’un nouveau président en mars 1934.
Ainsi lors de l’Assemblée générale extraordinaire du 18 mars 1934, Paul Roumégoux, notaire, maire de Pissos (Landes) et conseiller général est élu président du syndicat. A cette époque sous l’impulsion de Roger Sargos, sont créées l’exemption trentenaire de l’impôt foncier sur les jeunes peuplements en 1934 et l’exemption du produit de la gemme sur l’impôt sur les bénéfices agricoles en 1935.
En décembre 1937, Ernest Arnaudin, avocat et bâtonnier au barreau de Mont-de-Marsan (Landes), ancien maire de Mont-de-Marsan, prend la présidence jusqu’en 1946. Durant cette période, le syndicat prend le nom de « Syndicat corporatif forestier du Sud-Ouest ». Le 28 avril 1945 l’ordonnance relative à la mise en valeur de la région des landes de Gascogne est publiée. Des outils financiers sont également mis en place tels que le Fond forestier national (FFN) et la Caisse de prévoyance des Landes de Gascogne. Quelques mois après, le 25 juin 1945 le syndicat prend son nom actuel de « Syndicat des sylviculteurs du Sud-Ouest ».
En mai 1946, Henri Verhille, maire de Budos (Gironde) prend la présidence du syndicat jusqu’en 1953. Il bénéficie de l’assistance de Raphaël Courrègelongue, secrétaire général et juge influent à Bordeaux. L’Ordonnance du 17 octobre 1945 instaure le statut de fermage métayage pour les gemmeurs, sauf dans les Landes où R. Courrègelongue invoque le caractère « sui generis » pour maintenir le statut de métayers-gemmeurs. R. Courrègelongue crée en mars 1947 la MISSO (Mutuelle Incendie des Sylviculteurs du Sud-Ouest). En mai 1947 paraît le n°1 de la nouvelle série du bulletin du syndicat qui prendra le nom de Forêt de Gascogne en 1961. Le président Verhille, également président de l’Union corporative des résineux (UCR) regroupant propriétaires négociants et gemmeurs, doit gérer à cette époque les conflits avec le syndicat des gemmeurs. Il contribue à la réorganisation de la Défense des forêts contre les incendies (DFCI) par la séparation des actions de prévention dévolues aux Associations syndicales autorisées (ASA) devenues obligatoires, de la lutte active menée par un corps de sapeurs-pompiers forestiers nouvellement créé. En novembre 1953, il démissionne à la suite d'une grève des gemmeurs et afin de s'occuper de ses occupations professionnelles aux Salins du Midi, devenues trop lourdes.
En 1953, Raphaël Courrégelongue succède à Henri Verhille à la présidence du syndicat jusqu’à son décès survenu en 1959. Durant cette période il est confronté à différents dossiers, tels ceux du gemmage (prix de la gemme, conflits avec les distillateurs et avec les gemmeurs, financement de la campagne, création de la SICASSO), de la DFCI avec les obligations de débroussaillements, du prix du bois, des autorisations de coupes et de fiscalité avec l’entrée en vigueur en 1959 de « l’amendement Monichon ».
De 1960 à 1966, Henri du Vignau est président du syndicat. Outre la poursuite des dossiers de son prédécesseur il géra celui de la chasse et des ACCA créées par loi Verdeille en 1964, et surtout fut en poste lors de la création des Centres régionaux de la propriété forestière (CRPF) et des Plans simples de gestion, issus de la loi « Pisani » de 1963, fortement assouplie par l’intervention de la Fédération nationale des syndicats de propriétaires forestiers par la voix d’Hubert Leclerc de Hautecloque. Le président du Vignau décède brusquement le 7 juin 1966.
En 1966, Dominique Dorlanne est élu président du syndicat et également en 1967 premier président du CRPF d'Aquitaine. En effet le ministre de l'agriculture, Edgard Pisani qui souhaitait mieux contrôler la forêt privée par les CRPF, a été contré en Aquitaine, où celle-ci était déjà bien « regroupée et organisée » depuis des décennies autour du SYSSO. Ainsi les propriétaires gascons par « cohérence et maîtrise de la situation », élisent jusqu'à nos jours, à la tête du CRPF Aquitaine, le président du SYSSO. De même, les directeurs successifs du CRPF Aquitaine sont choisis avec l'assentiment du syndicat. Cette concentration des pouvoirs par un seul syndicat de propriétaires est atypique au sein des CRPF du territoire national.
[source de la section Histoire]

## Organisation

### Fonctionnement
Le SYSSO est un syndicat de propriétaires forestiers rattaché aux syndicats professionnels créés par la loi Waldeck-Rousseau de 1884 et régis par le code du travail. Il est piloté par un conseil d’administration composé de propriétaires forestiers bénévoles élus en assemblée générale.
Pour que chaque adhérent puisse participer à la vie du syndicat, une structure à plusieurs degrés est prévues dans les statuts : dans chaque commune des trois départements des Landes, de la Gironde et du Lot-et-Garonne, les adhérents élisent pour 5 ans un délégué communal (un titulaire et son suppléant – 503 délégués en 2020) puis les délégués communaux élisent par canton un délégué cantonal (un titulaire et son suppléant – 75 délégués en 2020) et la plupart des délégués cantonaux, ainsi que quelques membres élus pour leur compétence par l’Assemblée générale, constituent le Conseil d’administration (62 administrateurs en 2020). Enfin les membres du Conseil d’administration élisent tous les ans les membres du Bureau (président, vice-présidents, trésorier, secrétaire, etc. soit 11 membres en 2020).
Le fonctionnement du syndicat est assuré par une équipe de 9 salariés dont un secrétaire général. Ce dernier assure l’animation du syndicat conformément à ses statuts ainsi que la gestion administrative et financière. Le syndicat est représenté dans de nombreuses commissions et instances.

Logo du Union des syndicats de sylviculteurs d’Aquitaine (USSA)

Au sein du territoire régional de l'ex-Aquitaine, le massif des Landes de Gascogne, est très dissemblable des deux autres grands ensembles forestiers, définis schématiquement sous les termes de « Dordogne-Garonne » et  d'« Adour-Pyrénées ». Les propriétaires forestiers privées se sont organisés au sein de chaque ensemble en syndicats. Malgré cette disparité et le déséquilibre induit à la fois par l'uniformité et le poids économique des Landes de Gascogne, l'union syndicale est de mise notamment vis à vis des anciennes institutions aquitaines. En effet les trois syndicats de l'ex-Aquitaine (le Syndicat des propriétaires forestiers privés des Pyrénées-Atlantiques, le Syndicat des propriétaires forestiers sylviculteurs de Dordogne créé en 2009 et le SYSSO) entretiendraient des liens étroits via une « Union des syndicats de sylviculteurs d’Aquitaine » (USSA).
La « Maison de la forêt » regroupe autour du syndicat différentes organisations dont il est à l'origine comme le CPFA ou qu'il contrôle comme l'ex-CRPF Aquitaine (devenu délégation Nouvelle-Aquitaine du CNPF). Ce lieu prend naissance au n° 17, rue Esprit-des-Lois puis actuellement est regroupé avec la « Maison de l'agriculture et de la forêt » au 6, parvis des Chartrons à Bordeaux.

### Représentativité
Sur les 60 000 propriétaires des quelque 900 000 hectares du massif forestier des Landes de Gascogne, le SYSSO avec ses 6 000 adhérents couvrant 580 000 ha représente seulement 10% en nombre de propriétaires mais 64% de la surface. Si la moyenne est de 15 ha par propriétaire sur la totalité du massif, le syndicat intègre les plus gros propriétaires avec une moyenne de l'ordre de 100 ha par propriétaire.
Le massif des Landes de Gascogne ne disposant que d'une quasi monoculture de pins maritimes, fournit 25% dans la récolte nationale de bois toutes propriétés confondues, 55% de celle en forêt privée, 70% si l'on ne considère que les résineux, et 90 à 95% pour l'essence pin maritime.
Vu l'importance économique du massif et la bonne représentativité du syndicat unique des propriétaires gascons, celui-ci pèse fortement, malgré sa spécificité, dans la politique forestière, et est donc présent dans les instances nationales sur le sujet, comme par exemple le Conseil supérieur de la forêt et du bois.

## Missions
Le Syndicat des sylviculteurs du Sud-Ouest affiche défendre les intérêts des propriétaires forestiers privés contre « toute application abusive ou discriminatoire des textes législatifs et réglementaires d’ordres économique, fiscal et social et, de plus en plus aujourd’hui, d’ordre environnemental. ». Ce dernier aspect a été introduit et s'est développé sous les mandats du Président Martres qui avait une profonde aversion pour les défenseurs de l'environnement, accusés d'empiéter sur le droit de propriété des possédants forestiers.
Le syndicat propose des orientations et des réformes tendant à favoriser l’indépendance de la propriété privée forestière dans sa gestion et sa place dans l’économie de la forêt, tant auprès des collectivités locales (Départements, Région) qu'à l'échelle nationale (Gouvernement et Parlement) et européenne (via l’USSE).
Parmi les priorités d'Eric Dumontet, nouveau secrétaire général ayant succédé au « mordant » Christian Pinaudeau, parti à la retraite  fin 2017, figurent l’équilibre sylvo-cynégétique, la prévention des risques sanitaires et incendies, le droit de propriété, ou l’élaboration du Programme régional de la forêt et du bois (PRFB) de Nouvelle-Aquitaine qui implique la révision du Schéma régional de gestion sylvicole (SRGS) correspondant.

### Présidents et secrétaires généraux
| Période     | Président                               | Notes |
| ----------- | --------------------------------------- | --- |
| 1917-1923   | Edouard de Poyferre de Cère (1856-1935) | Président du syndicat des agriculteurs des Landes |
| 1923-1930   | Albert Poisson (1855-1931)              | Maire de Rion-des-Landes de 1888 à 1925 |
| 1930-1932   | Edouard de Poyferre de Cère (1856-1935) | (2e mandat) |
| 1932-1933   | Roger Sargos (1888-1966)                | Inspecteur des Eaux et Forêts ; maire d'Aureilhan (Landes) ; intérim par Louis Salefran de janvier à mars 1934 |
| 1934-1937   | Paul Roumégoux (1883-1941)              | Notaire, maire de Pissos et conseiller général, auteur en 1910 d'une thèse de droit intitulée Les Résiniers des Landes ; son fils Bernard Roumégoux (1945- ), notaire retraité sera candidat à la présidence du CRPF Aquitaine en 2011 |
| 1937-1945   | Ernest Arnaudin (1880-1960)             | Avoué, avocat et bâtonnier au barreau de Mont-de-Marsan ; maire de Mont-de-Marsan de 1925 à 1929. |
| 1945-1953   | Henri Verhille (1898-1973)              | maire de Budos (Gironde) ; créateur de la Fédération nationale des syndicats de propriétaires forestiers (dénommée actuellement FRANSYLVA) ; Directeur des salins du Midi et de Djibouti. |
| 1953-1960   | Raphaël Courrègelongue (1877-1959)      | Premier président de la Cour d'appel de Bordeaux de 1938 à 1944 ; président de la Caisse régionale du Crédit agricole à Bordeaux, des Caisses de réassurances mutuelles agricoles, vice-président de la Chambre d'agriculture de la Gironde et de Groupama, membre (1949) et président (1955-1956) de l'Académie de Bordeaux, membre (1957) de l'Académie nationale d'agriculture, section sylviculture |
| 1960-1966   | Henri du Vignau (1893-1966)             | |
| 1966-1979   | Dominique Dorlanne (1926-2023),.        | Docteur en droit, diplômé de Science-Po ; membre de l'Académie d'Agriculture depuis 1967 ; premier président du CRPF Aquitaine ; propriétaire forestier de plus de 600 ha à Messanges (Landes) et autres communes alentour ; père de Vincent Dorlanne, futur président du syndicat en 2019. |
| 1979-1988   | Jacques Lescouzères (1926-2018)         | Fondation Jacques et Françoise Lescouzères - Institut de France avec le Domaine des Agreaux à Retjons |
| 1988-1997   | Jean-Louis Martres (1937-2013)          | Professeur de science politique à l'Université Bordeaux IV – Montesquieu ; administrateur du syndicat à partir de 1975 ; propriétaire forestier à Sabres (Landes) ; passionné par la Chine. |
| 1997-1999   | Claude Cuvreau (1925-2013)              | Avocat, bâtonnier du barreau de Mont-de-Marsan de 1978 à 1981 ; propriétaire « ayants-pins » en forêt usagère de la Teste-de-Buch ; grand-oncle de Christian Pinaudeau, secrétaire général du syndicat de 1977 à 2017. |
| 1999-2005   | Gilles Bellon de Chassy (1936- )        | Propriétaire forestier à Soorts-Hossegor (Landes) |
| 2005-2005   | Dominique Sichère (1945- )              | Propriétaire forestier à Garein (Landes) |
| 2005-2006   | Bruno Lafon (1956- )                    | Président de la DFCI de la Gironde et d'Aquitaine ; depuis 2008, maire de Biganos (Gironde) et président de la Communauté d'agglomération du bassin d'Arcachon nord (COBAN) ; exploitant forestier à Biganos |
| 2006-2010   | Jean-Louis Martres (1937-2013)          | (2e mandat incomplet) ; à la suite de la tempête Klaus de 2009, il démissionne de la présidence du syndicat, pour protester contre les positions de l’État après cette catastrophe. |
| 2010-2019   | Bruno Lafon (1956- )                    | (2e mandat ; élu président du CRPF Aquitaine pour le mandat 2011-2017 et réélu pour le mandat 2017-2022 couvrant la Nouvelle-Aquitaine) |
| 2019-2023   | Vincent Dorlanne (1957-2023)            | Avocat d'affaires, spécialiste du droit commercial et du droit bancaire à Bordeaux ; fils de Dominique Dorlanne, ex-président du syndicat |
| depuis 2023 | Bruno Lafon (1956- )                    | (3e mandat ; réélu président du CNPF Nouvelle-Aquitaine pour le mandat 2023-2029) |

| Période          | Secrétaire général                 | Notes |
| ---------------- | ---------------------------------- | --- |
| (...)            |                                    | |
| (en 1922)        | Roger Pallu (1891-1939)            | Inspecteur des Eaux et Forêts à Mont-de-Marsan |
| (...)            |                                    | |
| (avant 1932)     | Roger Sargos (1888-1966)           | |
| (...)            |                                    | |
| 1945-1953        | Raphaël Courrègelongue (1877-1959) | |
| 1956-1976        | Jean-Claude Bussy (? -2016)        | Docteur ès sciences économiques ; propriétaire « ayants-pins » en forêt usagère de la Teste-de-Buch et à Marions (Gironde) ; expert forestier de 1977 à 2002 |
| 1977-2017        | Christian Pinaudeau (1951- )       | Diplômé (DEA) de droit commercial comparé ; candidat à la présidence du CRPF Aquitaine en 2011 ; propriétaire forestier à Trensacq (Landes) ; docteur en droit en 2020, de l'université de Bordeaux (IRDAP : Institut de recherche en droit des affaires et du patrimoine) ; petit-neveu de Claude Cuvreau, président du syndicat de 1997 à 1999. |
| à partir de 2017 | Eric Dumontet (1972- )             | Docteur en droit, ; gérant jusqu'en 2019 de deux groupements forestiers totalisant plus de 300 ha à Sabres (Landes) et Captieux (Gironde) et autres communes girondines et landaises des alentours. |

| Période     | Directeur                         | Président                                                                |
| ----------- | --------------------------------- | ------------------------------------------------------------------------ |
| 1966-1973   | Pierre Galloy (1908-1984),        | Dominique Dorlanne                                                       |
| 1974-1987   |                                   | Dominique Dorlanne Jacques Lescouzères                                   |
| 1988-2000   | Bernard Dalisson (1936- )         | Jean-Louis Martres Claude Cuvreau                                        |
| 2001-2012   | Yves Lesgourgues (1949- )         | Gilles Bellon de Chassy Dominique Sichère Bruno Lafon Jean-Louis Martres |
| 2013-2022   | Roland de Lary de Latour (1965- ) | Bruno Lafon                                                              |
| depuis 2023 | Stéphane Latour (1964- )          | Bruno Lafon                                                              |

## Initiatives du syndicat

### Relatives au risque incendie
Les propriétaires forestiers des Landes de Gascogne via leur syndicat ont joué, et jouent encore, un rôle important dans la défense de leurs forêts contre l’incendie (DFCI). Avant la Seconde Guerre mondiale les propriétaires, regroupés au sein d’associations syndicales de DFCI, assuraient seuls la prévention, mais aussi, en l’absence du corps de sapeurs-pompiers, la lutte directe contre les feux de forêt avec des moyens souvent dérisoires. À la Libération, à la suite des grands incendies, l’État par l’Ordonnance du 28 avril 1945 et ses prolongements, rend ces associations de DFCI obligatoires dans tout le périmètre des Landes de Gascogne, qui ne sont chargées que de la prévention, la lutte étant assurée par un corps des sapeurs-pompiers forestiers nouvellement créé. Depuis, les propriétaires forestiers ont une implication très forte , mais à ses débuts financièrement difficilement acceptée, dans la prévention par leur cotisation (2,3 €/ha/an) et l’action de 2500 bénévoles dans les 212 associations syndicales autorisées. Ces ASA de DFCI se répartissent en quatre Unions départementales (Dordogne, Gironde, Landes, Lot-et-Garonne), fédérée depuis novembre 1992 en une association régionale de DFCI (ARDFCI) dans laquelle le SYSSO dispose de deux sièges. Outre les cotisations des propriétaires, l’organisation de la DFCI est financée par les subventions que lui apportent l’Union Européenne, l’État et les collectivités territoriales.
En mars 1947, grâce à l'initiative Raphaël Courrègelongue, secrétaire général du SYSSO et vice-président de Groupama, est créée la « Mutuelle Incendie des Sylviculteurs du Sud-Ouest » (MISSO). Il s’agit d’une caisse locale au sein de la Caisse d’assurances mutuelles agricoles de la Gironde. En 1966, la MISSO est transformée en une Caisse régionale indépendante bénéficiant d’un contrat de réassurance avec la Caisse centrale. En 1984, de nombreux propriétaires de grandes surfaces s’assurant contre les incendies mais aussi contre les tempêtes, donne à la MISSO une envergure nationale. À la suite de la tempête Viviane de février 1990, la loi de juin 1990 exclut les tempêtes du dispositif d’indemnisation de catastrophes naturelles (CatNat) ce qui accroit le risque pour la MISSO. En 1995, la tarification du contrat « Groupama Forêts » est revue et introduit une valeur forfaitaire garantie. En décembre 1999, les deux tempêtes Lothar et Martin coûtent 65 M€ à la MISSO. La MISSO révise sa tarification juste avant la tempête Klaus de janvier 2009 qui lui coûte 16 M€. En 2017, pour ses 70 ans, la MISSO adopte la dénomination commerciale « Groupama Forêts Assurances ». La MISSO était au 6, place des Quinconces puis désormais au 32, allées d'Orléans à Bordeaux.

### Relatives au gemmage et au bois
Concernant le gemmage, en 1939, se met en place une organisation sociale, dénommée « l’Union corporative des résineux » (UCR) regroupant sylviculteurs et gemmeurs. En 1956, les sylviculteurs se sentant lésés par la politique de l’UCR favorisant, selon eux, le syndicat des gemmeurs, le SYSSO crée la « Société d’intérêt collectif agricole des sylviculteurs du Sud-Ouest » (SICASSO) dont l’activité à ses débuts concerne la production, le financement des campagnes gemmières, la transformation et la mise en marché de la gemme et des produits résineux (essence de térébenthine, brais et colophane). À partir de 1965, la SICASSO arrive à maîtriser à 90% le système des ventes des produits résineux, et à partir de 1969 la totalité du système au détriment des résiniers. À la suite du déclin du gemmage au début des années 1960 et de son arrêt vers 1990, la SICASSO est définitivement liquidée en 1992.
Afin d’être moins soumis aux acheteurs de bois sur pied sur le marché du bois, et mieux se projeter vers l’aval de la filière bois, le syndicat des sylviculteurs du Sud-Ouest, avec d’autres partenaires, crée en juin 1977 « Le Bois Gascon », un groupe coopératif au statut de SICA, dans l’exploitation forestière et l’économie du bois. De 1978 à 1984, Roland Martin (1932-2017) en est le président. En 1993, la société Le Bois Gascon, quitte son statut de coopérative pour devenir une société anonyme et augmente son capital. À la suite d'un « manque d’expérience et des échecs », Le Bois Gascon cesse ses activités fin 1996.
En 2004, le syndicat fut à l’initiative de la création du Groupement des producteurs des Bois du Sud (GPBS). Société de portage, intermédiaire entre le propriétaire et l’industriel, le GPBS achetait le  bois sur pied avant maturité, versant ainsi une sorte d’acompte sur une vente future. L’aval de la filière pin maritime n’était pas favorable à la constitution de ce stock de bois sur pied, ressenti comme un dispositif propre à organiser la rétention de ressource. Lors de l’après-tempête Klaus de 2009, le GPBS qui avait pour objectif de racheter les bois tempête à un prix « décent », ne reçut pas l’appui financier nécessaire des banques et ne put avoir accès aux prêts bonifiés par l’État, en raison d’une insuffisance de fonds propres. Le GPBS fut liquidé en 2018.

### Le développement forestier et la formation

Logo du Centre de productivité et d’action forestière (CPFA)

Après l’organisation de la DFCI, la gestion forestière du Massif des Landes de Gascogne exigeait des actions de développement. Le SYSSO, sur le modèle agricole, impulsa la création de Groupements de productivité forestière (GPF) répartis sur le territoire forestier. Les GPF sont chargés de vulgariser les nouvelles techniques forestières et améliorer la production des peuplements auprès des propriétaires forestiers. Pour financer ces associations du type loi de 1901, le syndicat se tourna vers les Chambres d’Agriculture dont les recettes proviennent aussi du foncier forestier, via la taxe additionnelle à la taxe foncière sur les propriétés non bâties (TFPNB). Ainsi en 1958, le premier conseiller forestier fut recruté et affecté au GPF Sud-Gironde. En 1959, le syndicat crée, pour coordonner les GPF et servir d’interface avec le Centre de recherches forestières de l'INRA à Cestas-Pierroton et les propriétaires forestiers, le Centre de productivité et d’action forestière (CPFA). En 1962, est créé le Centre d’études techniques et d’expérimentations forestières (CETEF) du Massif des Landes de Gascogne, qui comme son nom l’indique, est chargé de la réalisation d’expériences méthodiques, de la mise en pratique des acquisitions de la recherche par la mise en place d’essais et de la diffusion des conclusions obtenues. Le CRPF d’Aquitaine, à partir de 1975, concourt financièrement à l’action de développement en mettant à disposition des conseillers forestiers dans les GPF.
Actuellement, en 2021, au-delà du massif gascon, le CPFA, fédère le réseau des organismes de développement forestier d’Aquitaine qui comporte 11 groupements (les 8 GPF du massif gascon, les 3 Groupements de développement forestier – GDF de Dordogne), le Groupement sylvicole – GS des Coteaux du Lot-et-Garonne), 2 CETEF (celui du massif des Landes de Gascogne et celui des Pyrénées-Atlantiques) et l’Association du Peuplier en Nouvelle-Aquitaine (APNA),.
Un des rôles du syndicat est de former les propriétaires forestiers à la gestion forestière. Ainsi est créée l’association FOGEFOR Sud-Ouest (Formation à la Gestion Forestière) le 23 août 1983, gérée par le SYSSO. Cette formation traite principalement de la gestion de la propriété forestière (droit, fiscalité, cadastre, économie et marchés), ainsi que  les aspects techniques sylvicoles (reboisement, conduite des peuplements, problèmes phytosanitaires, etc.). Les stages sont composés de 10 journées de formation à raison d’une séance par mois (en salle ou sur le terrain). FOGEFOR bénéficie de l’aide du Conseil régional de Nouvelle-Aquitaine et du Ministère de l’Agriculture. D’autres associations FOGEFOR régionales, sur le modèle de celle du Sud-Ouest, se sont montées et couvrent désormais l’ensemble du territoire national.

### Financement et assurance

Logo de la Société de Développement de l’Économie Forestière (SODEF)

En 1992, création du prêt bonifié de la SODEF (Société de Développement de l’Économie Forestière) ; il permet le financement d’investissements forestiers (travaux, achat de matériel, prêt relais sur subvention, achat de propriété par restructuration, etc.) ; ils sont accordés par un Comité des prêts SODEF qui accepte ou non les dossiers présentés en fonction de critères d’éligibilité ; ces prêts sont bonifiés par le Conseil régional de Nouvelle Aquitaine par une aide correspondant à 2% du montant accordé et plafonné à 30 000 € par an ; les fonds sont débloqués avec les banques partenaires (Banque populaire Aquitaine Centre Atlantique  et le Crédit agricole d’Aquitaine) ; pour bénéficier d’un prêt SODEF, il est nécessaire d’être actionnaire et de cotiser au Fonds de garantie sylvicole de 1 % du montant du prêt qui permet d’amortir le coût des risques ; la durée du prêt est de 1 à 7 ans, pour un montant compris entre 3 800 € et 80 000 € ; en 6 années d'exercice (1997 à 2002), 7 millions d'euros ont été prêtés et en 2014 (16 années), le montant prêté atteint 28 millions d’euros  pour environ 1000 dossiers ; le dispositif a été prorogé jusqu’à fin 2021 ; une réflexion en vue de faire évoluer le dispositif sur l’ensemble du territoire de Nouvelle-Aquitaine, est en cours.
L’adhésion annuelle au SYSSO permet au propriétaire forestier de bénéficier d’un contrat de groupe d’assurance de responsabilité civile pour le massif forestier à vocation sylvicole exploité et géré. Le contrat est souscrit par le syndicat auprès de Pacifica, filiale d’assurance dommages de Crédit Agricole Assurance. Cette disposition attractive incite les propriétaires forestiers gascons à adhérer au Syndicat des sylviculteurs du Sud-Ouest.

### À l'international

Logo de l'Union des sylviculteurs du sud de l’Europe (USSE)

Logo de l’Institut européen de la forêt cultivé (IEFC)

Le Président Martres lors de son premier mandat fonde en 1989, l’Union des sylviculteurs du sud de l’Europe (USSE). Il s’agit d’un groupement européen d'intérêt économique (GEIE) qui regroupe le SYSSO et des propriétaires forestiers et des associations régionales et nationales d´Espagne et du Portugal. Les actions du GEIE cherchent à renforcer les partenariats, à être visible dans le paysage européen et international, à promouvoir gestion, produits, biens et services de ses forêts, à contribuer à la définition de la politique européenne et à mieux décider grâce à l'acquisition de connaissances. Son siège est en Espagne à Zamudio et possède un bureau au siège du SYSSO. En 1998 grâce aux crédits européens attribués au projet EUROSILVASUR (1998-2001) porté par l’USSE, et autour du concept de « forêt cultivée » inventé par le Président Martres, consistant à considérer la propriété forestière comme une entreprise sylvicole devant être rentable, le GEIE crée fin 1999 l’Institut européen de la forêt cultivé (IEFC). Cette association de droit français type loi 1901 est spécialisée sur la recherche forestière et la formation. Elle regroupe organismes de recherche, universités  et organisations professionnelles désireux de s’impliquer dans la coopération scientifique et le transfert sur la thématique de la forêt cultivée. L’IEFC s’intègre dans le réseau de l’European Forest Institute (EFI). L’IEFC a ralenti son activité pour soutenir les structures françaises de l’EFI (EFI ATLANTIC créé en 2009 pour l’Arc atlantique, puis l'EFI PLANT créé en 2018 pour les forêts de plantation, ceci jusqu’à la fermeture des bureaux d’EFI en France, fin 2019. Depuis l’IEFC a repris sa pleine activité. L’IEFC est basé à Cestas-Pierroton sur le campus forêt-bois de l’INRAE. Le président de l’IEFC est Nick McCarthy (Institut de technologie de Waterford- Irlande) et son directeur est Christophe Orazio (1971- ).

Logo de FOREXPO

Le syndicat organise, avec le CPFA, pour la première fois à Cère (Landes) le 29 septembre 1962, une foire de démonstration en pleine forêt, pour les professionnels de la sylviculture et de l’exploitation forestière. Elle est destinée à exposer et à faire évoluer les matériels présentés dans des conditions réelles de travail. Cette exposition se déroulant tous les deux ans, dans un lieu différent, prend le nom de « Biennale de la forêt de Gascogne ». Cette manifestation, par sa situation au carrefour de l’Europe forestière du Nord et du Sud, prend rapidement une dimension européenne. La biennale prend le nom de FOREXPO. Un GIE est créé en juin 1999 pour prendre en charge la manifestation et dont les principaux membres sont le SYSSO et le CPFA. Le secrétaire général du SYSSO est directeur général du GIE FOREXPO. Pour  s’insérer dans le calendrier des grands salons forestiers européens (KWF-Tagung en Allemagne, Elmia Wood en Suède, Euroforest en Bourgogne…), FOREXPO prend un rythme quadriennal. La manifestation est financée par des subventions de la Région et des Départements, ainsi que par l’Europe via le FEOGA.

### Concernant le risque sanitaire

Logo de la Caisse Phyto-Forêt

Outre les risques incendies et tempêtes, le massif de Landes de Gascogne est exposé au risque sanitaire de plus en plus prégnant. La mondialisation des échanges et le changement climatique favorise l'introduction et la dissémination de pathogènes dans les forêts. L’un d’eux, nématode du pin, venu d’Asie et présent au Portugal depuis 1999, puis en Espagne en 2016, encore absent en France, est particulièrement redouté par les propriétaires forestiers gascons. Aussi en 2013 et 2016, le SYSSO s’est doté, sur le modèle de lutte contre les incendies, de deux instruments sous statuts d’associations loi 1901 : la Caisse Phyto-Forêt destinée à la prévention et le Fonds Phyto-Forêt destiné à la lutte active si besoin. Le premier, dont le libellé complet est « Caisse de prévoyance et de protection des forêts du Sud-Ouest » dite plus brièvement « Caisse Phyto Forêt » a pour rôle de financer les actions collectives en matière phytosanitaire sur le massif, la surveillance sanitaire du massif par satellite par la société Telespazio et les programmes de recherche afin de mieux connaître et prévenir les risques en forêt. La Caisse est alimentée pour environ 25% par les propriétaires forestiers via une sur-cotisation à la DFCI et pour le reste par des financements publics venant de l’État, de la Région et des Départements. Le second, le Fonds de solidarité Phyto-Forêt est alimenté volontairement par les adhérents au syndicat, afin, en cas d’attaque parasitaire d’aider financièrement ceux-ci à mettre en œuvre les mesures de lutte contre le parasite, qui est de leurs responsabilités obligatoires. Le syndicat demande à l’État, de façon pressante et insistante, de faire agréer son Fonds Phyto-Forêt pour bénéficier, de cas échéant, d’un financement à 65% en provenance du Fonds national agricole de mutualisation du risque sanitaire et environnemental (FMSE). Cet agrément était encore en cours d’instruction fin 2018. Par ailleurs, le syndicat conteste et s’oppose, en cas d’attaque, à la mise en place du Plan d'urgence contre le nématode issu d’une directive européenne de 2012. La monoculture de pin maritime est fragile face au risque sanitaire. Les associations environnementales reprochent au SYSSO de ne pas avoir su diversifier le massif forestier comme le leur permettaient les aides financières de l’État et de l'Europe, lors de la vaste reconstitution des forêts sinistrées par la tempête Klaus et de se dédouaner constamment sur l’État, abusivement perçu comme une manne financière à user sans limite.

## Stratégie de différenciation et oppositions
Le syndicat défend auprès des institutions administratives où il siège le particularisme de son modèle régional qu’il oppose très souvent à la politique nationale qui se voudrait une et indivisible. Ainsi l’ancienne notion de « forêt cultivée », promue par le président Martres, consistant à mener une sylviculture active orientée vers une production prioritaire de bois, conduit à rejeter le principe de multifonctionnalité de la forêt.
Désormais, pour être plus présent sur la scène internationale, l’expression de « forêt cultivée » est délaissée pour celle plus évocatrice de « forêt de plantation », adoptée lors de la création en 2016, avec la coopérative Alliance Forêts Bois, d'une « Fédération française de la forêt de plantation ».
Les concepts de « naturalité » et de « forêt naturelle », issus de la montée en puissance des mouvements écologistes, viennent stigmatiser toutes les actions néfastes de l’homme sur les écosystèmes. Encore aujourd’hui, les sylviculteurs landais ne sont pas considérés comme de vrais forestiers, mais plutôt assimilés avec mépris à de vulgaires « cultivateurs de betteraves ».

### Opposition à l’État
Le syndicat en prise directe avec les réseaux économiques constitue un groupe de pression important. Ses responsables s’écrient régulièrement dans un leitmotiv incantatoire « moins d’État ! moins d’État ! ». Ce crédo libéral se heurte aux faits historiques, car c’est bien grâce à une intervention de l’Etat, par la loi de 1857 de privatisation des communaux, que les propriétaires forestiers ont acquis leur patrimoine foncier d’origine.
Le paradoxe est continu et persistant. D'un côté l’Etat est accablé de tous les maux accusé sans cesse d’ingérence lorsque les affaires sont florissantes mais à l'opposé le même Etat est appelé sans vergogne au secours dès que les désastres surgissent qu’ils soient naturels (incendies, tempêtes, gels, sanitaires…) ou économiques (dysfonctionnement du marché…).
Historiquement, le syndicat par sa stratégie de différenciation et d’autonomisation régionale a ainsi toujours entretenu des rapports ambivalents avec l’État centralisateur, faits de défiance et de posture critique vis-à-vis de sa politique forestière nationale. Le dynamisme et l’organisation collective des sylviculteurs landais sont estimées bridés par une autorité étatique jugée illégitime, critiquée fortement pour son manque de volonté politique et présentée comme aveugle et sourde aux spécificités d'un massif landais, faisant figure d'exception réelle dans le paysage forestier national.
Ainsi, comme nombre de syndicats agricoles, le SYSSO joue une attitude double, balançant entre désir libéral et repli protectionniste.

### Opposition à l'interprofession France Bois Forêt au sujet de la CVO
Le syndicat s’est opposé à l’interprofession France Bois Forêt (FBF) créé en 2004, chargée entre autres, de récolter la contribution nationale dite « Contribution volontaire obligatoire » (CVO). La CVO est une cotisation d’autofinancement interprofessionnel, prélevée sur la vente de bois pour les sylviculteurs et sur le chiffre d’affaires pour les industriels. Elle est destinée à financer de manière équitable les actions en faveur de la filière forêt bois. Étant le plus gros contributeur, le SYSSO s’est estimée désavantagé par le faible reversement lui revenant et a contesté le système de redistribution.
Durant un contentieux de 10 ans (2006-2016) avec FBF, sur les consignes de leur syndicat, les propriétaires forestiers gascons n’ont pas payés leur CVO. Enfin grâce à l’intervention du député Jean-Yves Caullet, nommé médiateur sur ce dossier par Stéphane Le Foll, ministre chargé des forêts, une section spécialisée  à compétence nationale dédiée à la sylviculture du pin maritime a pu voir le jour en décembre 2016 au sein de FBF.
Ainsi la « Section spécialisée pin maritime » (SSPM) obtient depuis 2017, un financement important dédié au développement et à la promotion de la filière du pin maritime. Cette somme provient du reversement de 90% de la CVO récoltée auprès des « producteurs » de pin maritime par FBF.
De même vis-à-vis de la fédération nationale FRANSYLVA, où les finalités attendues par le SYSSO divergeant de celles prônées à l’échelle nationale, a conduit le syndicat à quitter cette instance durant des décennies.
En adoptant une telle posture de différenciation et de micro-corporatisme, le SYSSO risque fortement l’isolement et la marginalisation dans le débat public. Par ailleurs, les autres organisations de représentants des propriétaires  forestiers peuvent lui reprocher une volonté d’hégémonie sur un territoire encore plus hétérogène d’un point de vue forestier dans le cadre régional élargi de la « Nouvelle Aquitaine ».
Sa légitimité politique dépend aussi de ses alliances territoriales. Cependant les partenariats avec les industriels du bois sont régulièrement sources de conflits sur la fixation des prix des bois. En revanche, les relations avec la coopérative Alliance FB sont plus étroits et ceux avec le CRPF sont facilités du fait de l’occupation de ses postes clés par les adhérents du SYSSO ou d’Alliance. A l’échelle européenne, le président Martres ayant réussi à fonder en 1989 un GEIE avec les propriétaires espagnols et portugais, dénommé « Union des sylviculteurs du sud de l’Europe » (USSE), ce groupe exerce depuis un lobbying en faveur de la « forêt cultivée » à Bruxelles. Ainsi le SYSSO s’est construit et entretient à la fois une certaine légitimité nationale voire européenne, et une influence sur beaucoup de sylviculteurs et certains industriels.

### Opposition à la presse
Dès la parution du premier numéro de la revue Forêt de Gascogne en 1960, le président du Vignau en donne une ligne éditoriale ferme « La plupart des hommes ne la connaissent [la forêt landaise] que par des articles de journaux bâclés, tendancieux ou rémunérés, qui façonnent une opinion déformée : ce qui n’est pas sans conséquence à long terme et que nous devons combattre à toute heure. Ce bulletin doit tendre à tuer dans l’œuf toute critique, parer toute menace, redresser toutes les erreurs qui se propagent, alerter les forestiers et assurer leur défense en tout état de cause. ». Encore de nos jours, en 2021, par un atavisme continu et constant, les présidents successifs, tiennent dans leurs éditoriaux et prises de paroles cette ligne d’intolérance radicale à toutes formes de critiques et d’alternatives au modèle dominant. Il en de même lors des assemblés générales du syndicat, telle encore celle de 2018, où le président Lafon, élargissant son champs de récrimination aux « écologistes », vilipende les « gens qui fâchent à savoir la presse et les lanceurs d’alerte environnementaux ».

### Opposition aux écologistes
En 1990, le président Martres voit en la montée des mouvements écologistes l’émergence de problèmes généraux sur le droit de propriété des sylviculteurs landais. Renversant abruptement les rôles, il déclare « Nous sommes les Écologistes parce que nous travaillons directement avec la nature, que la forêt s’est développée, renouvelée grâce à nous. Il n’est pas interdit de signaler une particularité de notre forêt. La Culture chez nous a créé la Nature : en effet faite et développée par l’Homme, la Forêt en est à sa troisième génération [NDLR : la monoculture de pins maritimes], ce qui est exceptionnel, et chacun pense qu’elle est là de toute Éternité ». Il forge ainsi le concept de « forêt cultivée ».
Lors de la mise en place du réseau européen de zones de protection spéciale sur les milieux naturels fragiles, Natura 2000, le syndicat avec les chasseurs de la Gironde déclenchent en France en 1996, une fronde violente contre la directive européenne.
En 2002, les forêts d’Aquitaine obtiennent, après un an et demi d’efforts, la certification forestière PEFC. Le syndicat siège au sein du Collège des producteurs. Le comité PEFC Aquitaine est présidé par Gérard Capes jusqu’en 2010 puis par Christian Pinaudeau, secrétaire général du SYSSO, jusqu’en 2016. L’Aquitaine devient rapidement la première région de France en matière de certification forestière. Cependant des divergences et  tensions apparaissent sous la présidence Pinaudeau entre le SYSSO et France Nature Environnement (FNE) siégeant au Collège des consommateurs, usagers et autres parties pertinentes, perçut par les propriétaires gascons comme trop influente dans les instances nationales de PEFC.